# Vallée de la Meurthe de la Voivre à Saint-Clément et tourbière de la Basse Saint-Jean
Vallée de la Meurthe de la Voivre à Saint-Clément et tourbière de la Basse Saint-Jean este o arie protejată (sit de importanță comunitară — SCI) din Franța întinsă pe o suprafață de 2.081 ha, integral pe uscat.

## Localizare
Centrul sitului Vallée de la Meurthe de la Voivre à Saint-Clément et tourbière de la Basse Saint-Jean este situat la coordonatele 48°28′09″N 6°42′31″E / 48.46917°N 6.70861°E.

## Înființare
Situl Vallée de la Meurthe de la Voivre à Saint-Clément et tourbière de la Basse Saint-Jean a fost declarat arie specială de conservare în baza directivei 92/43 din 1992 referitoare la conservarea habitatelor naturale și a faunei și florei sălbatice pentru a proteja 15 specii de animale.

## Biodiversitate
Situată în ecoregiunea continentală, aria protejată conține 8 habitate naturale: Liziere de ierburi înalte hidrofile de câmpie și de nivel montan până la alpin, Cursuri de apă de la nivel de câmpie la nivel montan, cu vegetație Ranunculion fluitantis și Callitricho-Batrachion, Turbării active, Pajiști cu Molinia pe soluri calcaroase, turboase sau argilos-nămoloase (Molinion caeruleae), Fânețe de joasă altitudine (Alopecurus pratensis, Sanguisorba officinalis), Păduri aluvionare cu Alnus glutinosa și Fraxinus excelsior (Alno-Padion, Alnion incanae, Salicion albae), Râuri cu maluri nămoloase cu vegetație de Chenopodion rubri p.p. și Bidention p.p., Mlaștini împădurite.
La baza desemnării sitului se află mai multe specii protejate:
- amfibieni (2): izvoraș-cu-burta-galbenă (Bombina variegata), triton cu creastă (Triturus cristatus)
- mamifere (4): castor (Castor fiber), liliac cărămiziu (Myotis emarginatus), liliac comun (Myotis myotis), liliacul mic cu potcoavă (Rhinolophus hipposideros)
- nevertebrate (5): Coenagrion mercuriale, fluturele auriu (Euphydryas aurinia), fluturele purpuriu (Lycaena dispar), Phengaris nausithous, Phengaris teleius
- pești (4): zglăvoacă (Cottus gobio), Cottus perifretum, cicar (Lampetra planeri), boarță (Rhodeus amarus)

Pe lângă speciile protejate, pe teritoriul sitului au mai fost identificate 8 specii de plante, 7 specii de păsări, 1 specie de amfibieni, 8 specii de mamifere, 2 specii de nevertebrate.